# Aporosa symplocifolia
Aporosa symplocifolia là một loài thực vật có hoa trong họ Diệp hạ châu. Loài này được Merr. mô tả khoa học đầu tiên năm 1906.